# Johannes van der Corput
Johannes van der Corput (neerlandès: Johannes Gualtherus van der Corput)  (Rotterdam, 4 de setembre de 1890 - Amsterdam, 13 de setembre de 1975) va ser un matemàtic neerlandès.

## Vida i Obra
Van der Corput, fill d'un majorista de productes colonials, va fer els estudis secundaris a Rotterdam fins al 1908. El mateix any va ingressar a la universitat de Leiden, on es va doctorar el 1914. Els anys següents va ser mobilitzat per la Primera Guerra Mundial. Entre 1917 i 1920 va fer de professor de secundària a Utrecht i Leeuwarden, mentre preparava la tesi doctoral, que va presentar el 1919 sota la direcció de J.C. Kluyver.
Després d'una breu estança a la universitat de Göttingen per treballar amb Edmund Landau, va ser nomenat assistent d'Arnaud Denjoy a la universitat d'Utrecht on va romandre dos cursos acadèmics. En el curs 1922-1923 va ser professor a la universitat de Friburg i el 1923 va ser nomenat professor de la universitat de Groningen en la qual va romandre fins al 1945. Van der Corput va fer un canvi important en els anys de l'ocupació alemanya durant la Segona Guerra Mundial; si abans només s'havia preocupat per les matemàtiques, ara va començar a fer un munt d'activitats des de casar-se amb una advocada i autora molt especial, fins a recollir refugiats en el seu domicili i protegir jueus perseguits. En estret contacte amb el seu col·lega de Groningen, Gerardus van der Leeuw (qui després seria ministre d'ensenyament), van començar a planejar tota una reforma de l'ensenyament superior. A començaments de 1945 va ser detingut per les autoritats juntament amb uns refugiats, però va ser alliberat després d'unes setmanes, per les pressions anònimes.
En acabar la guerra el 1945, va passar a la universitat d'Amsterdam i a presidir un comitè per la reconstrucció de l'ensenyament superior. La major part dels seus esforços durant aquesta etapa van anar dirigits a la construcció i dotació del Centre de Matemàtiques i Informàtica, del qual va ser director des de 1946 fins a 1953. Durant dos cursos (1950-1952) va ser professor invitat a la universitat Stanford. Aquest contacte amb la universitat nord-americana va ser molt profitós: el ambient acadèmic era més agradable i la llibertat més àmplia. Per això, quan va rebre una proposta de la universitat de Berkeley, es va traslladar als Estats Units. Va romandre a Berkeley fins al 1966.
La seva obra es va centrar inicialment en la teoria de nombres, però des del temps de Groningen es va anar inclinant per altres temes com l'avaluació asimptòtica de determinats tipus d'integrals. No obstant, les seves aportacions més importants son en el camp de la teoria de nombres: el lema de Van der Corput, la seqüència de Van der Corput,, la desigualtat de Van der Corput, el mètode de Van der Corput o el teorema sobre l'existència d'infinites seqüències de primers aritmètics.